# Spartak Plovdiv
Spartak Plovdiv (Bulgaars: ПФК Спартак Пловдив) is een Bulgaarse voetbalclub uit Plovdiv en werd in 1947 opgericht, kort nadat Levski Plovdiv opgeheven werd.
De club werd landskampioen in 1963. In 1967 fusioneerde de club met Botev Plovdiv  en SSK Academik en werd zo Trakia Plovdiv. In 1982 werd de fusie opgeheven en werd Spartak weer onafhankelijk.
Thuiswedstrijden worden gespeeld in het Todor Diev Stadion dat plaats biedt aan 3.500 toeschouwers. In 1998 fuseerde de club met Komatevo Sokol`94 en kreeg als naam Spartak-S`94. Deze naam werd tot het seizoen 2001/02 gevoerd. In 2011 vroeg de club geen licentie aan voor de B Grupa, waardoor Spartak Plovdiv automatisch naar de V Grupa degradeerde. In 2016 trok de club zich terug uit de derde klasse. Na twee jaar van inactiviteit startte de club in 2018 op regionaal niveau. Na twee achtereenvolgende kampioenschappen speelt de club in het seizoen 2020/21 in de Treta Liga, maar de opmars stopte toen en de club degradeerde weer. Een seizoen later promoveerde de club weer en Spartak speelt in het seizoen 2022/23 wederom in de Treta Liga, het derde niveau van het Bulgaarse voetbal.  

## Erelijst
- Landskampioen
  - 1963
- Beker van Bulgarije
  - 1958

## Spartak in Europa
Uitslagen vanuit gezichtspunt Spartak Plovdiv
| Seizoen | Competitie           | Ronde         | Land                         | Club                | Totaalscore | 1e W    | 2e W    | PUC |
| ------- | -------------------- | ------------- | ---------------------------- | ------------------- | ----------- | ------- | ------- | --- |
| 1963/64 | Europacup I          | Q             | Vlag van Albanië (1946-1992) | Partizani Tirana    | 3-2         | 0-1 (U) | 3-1 (T) | 3.0 |
|         |                      | 1/8           | Vlag van Nederland           | PSV Eindhoven       | 0-1         | 0-1 (T) | 0-0 (U) | 3.0 |
| 1966/67 | Jaarbeursstedenbeker | 2R            | Vlag van Portugal            | SL Benfica          | 1-4         | 1-1 (T) | 0-3 (U) | 1.0 |
| 1995    | Intertoto Cup        | Groep 12      | Vlag van Oostenrijk          | SK Vorwärts Steyr   | 0-2         | 0-2 (U) |         | 0.0 |
|         |                      | Groep 12      | Vlag van Duitsland           | Eintracht Frankfurt | 0-4         | 0-4 (T) |         | 0.0 |
|         |                      | Groep 12      | Vlag van Griekenland         | Iraklis Saloniki    | 0-0         | 0-0 (U) |         | 0.0 |
|         |                      | Groep 12 (3e) | Vlag van Litouwen            | FK Panerys Vilnius  | 3-0         | 3-0 (T) |         | 0.0 |

Totaal aantal punten voor UEFA coëfficiënten: 4.0
Zie ook
- Deelnemers UEFA-toernooien Bulgarije
- Ranglijst van alle clubs die in de diverse Europa Cups zijn uitgekomen